# 대구의료원
대구의료원(大邱醫療院, Daegu Medical Center)은 대구광역시가 관할하는 대구광역시청 산하의 공공병원으로, 대구광역시 서구 중리동에 있다.

## 연혁
- 1914년 7월 1일 대구부립전염병 격리병사 설립
- 1983년 7월 1일 지방공사 대구의료원 전환
- 2005년 9월 13일 특수의료법인 대구의료원 전환
- 2007년 6월 1일 대구광역시 서부노인전문병원 개원
- 2007년 6월 11일 대구의료원으로 명칭 변경
- 2008년 1월 1일 국화원 장례식장 신축 준공
- 2011년 4월 18일 국가지정 격리병동 준공
- 2011년 10월 20일 본관 및 동·서관 리모델링 완료
- 2016년 11월 8일 건강증진센터 리모델링 완료
- 2019년 2월 28일 생명존중센터 준공

## 진료과목
내과, 외과, 안과, 치과, 정형외과, 산부인과, 비뇨기과, 소아청소년과, 가정의학과, 이비인후과, 정신건강의학과, 신경외과, 신경과, 재활의학과, 진단검사의학과, 영상의학과, 마취통증의학과(수술실), 응급의학과(응급실)